# Torpor

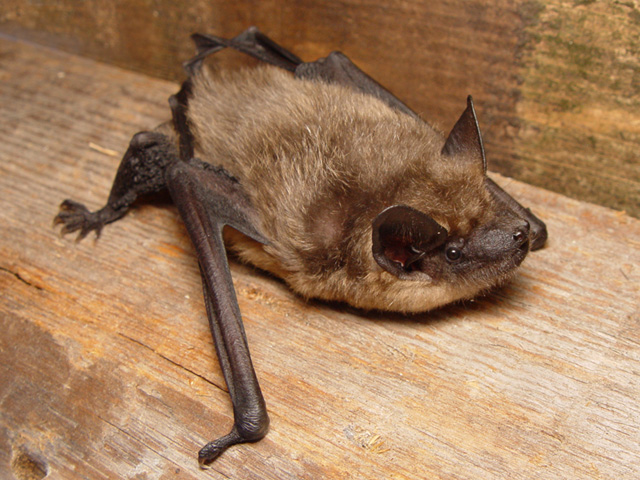
Niektóre gatunki nietoperzy codziennie zapadają w stan torporu

Odrętwienie dobowe (torpor) – stan kontrolowanego obniżenia metabolizmu ciała przez zwierzęta stałocieplne. Wraz z obniżeniem tempa metabolizmu ciała, spada temperatura,  spowalniana jest praca serca oraz większość innych czynności fizjologicznych. Mianem torporu określa się zazwyczaj krótkotrwałe okresy obniżenia temperatury ciała, trwające do kilku godzin
Dłuższe okresy odrętwienia zimą nazywane są hibernacją, a latem – estywacją. Torpor charakteryzuje się mniejszym stopniem spowolnienia metabolizmu, niż ma to miejsce w stanie hibernacji lub estywacji.
W stan torporu zapadają nietoperze, gryzonie, takie jak chomiczniki dżungarskie, myszy oraz małe ptaki, takie jak kolibry i jerzykowe. Zazwyczaj zwierzęta te utrzymują normalną temperaturę ciała w porze dobowej aktywności, a w pozostałym okresie doby obniżają tempo metabolizmu, oszczędzając w ten sposób energię, która normalnie zostałaby zużyta na utrzymanie m.in. wysokiej temperatury ciała. Taki stan odrętwienia może przeciągnąć się kilku godzin, jeżeli w tym czasie nie ma sprzyjających warunków do normalnej aktywności, np. silne opady deszczu uniemożliwiające żerowanie.
Odrętwienie jest niezwykle skuteczną strategią przetrwania dla małych endotermicznych zwierząt. Zaobserwowano, że małe ssaki stosują go po pożarach buszu.